# 菜王棕
菜王棕（学名：Roystonea oleracea）为棕榈科王棕属下的一个种。
常綠棕櫚科大王椰子屬植物，單幹直立，高達 25~40 公尺，甚至更高，基部膨大，向上呈圓柱形。葉長 3~4 公尺，上舉或平展，約有羽片 100 片或更多，羽片在葉軸近基部和頂部成 l 個平面，而在成齡植株葉的中部常成 2 個平面，線狀披針形，長漸尖，先端具不整齊 2 裂，長 50~100 公分，寬 5 公分。花序長 90 公分或更長，多分枝，小穗軸呈波狀彎曲；雄花長 0.6 公分，雄蕊 6，伸出於花瓣。果實長圓狀橢圓形，一側凸起，成熟時淡紫黑色，長 1.5~2 公分，直徑 0.9~1 公分。

## 扩展阅读
- 維基物種上的相關：菜王棕

資料來源:http://kplant.biodiv.tw/%E7%94%98%E8%97%8D%E6%A4%B0%E5%AD%90/%E7%94%98%E8%97%8D%E6%A4%B0%E5%AD%90.htm （页面存档备份，存于）